# Phleocryptes melanops
Phleocryptes melanops là một loài chim trong họ Furnariidae.
Loài chim này được tìm thấy ở Argentina, Bolivia, Brazil, Chile, Paraguay, Peru, và Uruguay. Môi trường sống tự nhiên của chúng là đầm lầy.